# Зимовий чемпіонат СРСР зі спортивної ходьби 1991

## Медалісти

### Чоловіки
| Дисципліна                            | Золото                           | Золото  | Срібло                          | Срібло  | Бронза                   | Бронза  |
| ------------------------------------- | -------------------------------- | ------- | ------------------------------- | ------- | ------------------------ | ------- |
| Спортивна ходьба 20 кілометрів (шосе) | Олександр Першин РРФСР           | 1:18.58 | Франц Костюкевич Білоруська РСР | 1:19.05 | Володимир Андреєв РРФСР  | 1:19.17 |
| Спортивна ходьба 30 кілометрів (шосе) | Олександр Поташов Білоруська РСР | 2:05.15 | Валерій Спіцин РРФСР            | 2:05.17 | Анатолій Григор'єв РРФСР | 2:06.25 |

### Жінки
| Дисципліна                            | Золото              | Золото | Срібло            | Срібло | Бронза               | Бронза |
| ------------------------------------- | ------------------- | ------ | ----------------- | ------ | -------------------- | ------ |
| Спортивна ходьба 10 кілометрів (шосе) | Аліна Іванова РРФСР | 42.17  | Олена Сайко РРФСР | 42.29  | Ірина Страхова РРФСР | 42.44  |

## Медальний залік
| Команда        |   |   |   | Загалом |
| -------------- | - | - | - | ------- |
| РРФСР          | 2 | 2 | 3 | 7       |
| Білоруська РСР | 1 | 1 | 0 | 2       |

## Командний залік
Командний залік офіційно не визначався.